# 常世爵
常世爵（16世紀—16世紀），字紹德，大寧都指揮使司大寧左衛人，明朝軍事人物。

## 生平
常世爵是萬曆五年（1577年）的武進士，擔任滑石堡守備，為無井水飲用的居民齋戒祈禱三日，之後堡內突然泉湧。之後他歷任昌平總兵、左軍都督同知，以功勞獲賜蟒玉，授榮祿大夫。常世爵喜歡讀書，時常和士大夫遊歷，多次在山水間留下詩文，死後葬在清苑城南金御史莊。

## 引用
1. 1 2  同治《清苑縣志·卷九·人物》：常世爵，字紹德，大寧左衛人，萬厯時武進士，任滑石堡守備。堡無井，民汲數里外，憂常暍死；世爵憫之，齋三日為文以禱，堡忽泉湧。後厯官昌平總兵、左軍都督同知，以功賜蟒玉，授榮祿大夫。世爵好讀書，與士大夫游，能詩文山水間，多留題咏。墓在城南金御史莊。
2. ↑  《創修滑石澗堡磚城記》：大明萬曆十年歲在壬午孟秋吉　欽依守備山西滑石澗堡地方今升本省都司僉書中式丁丑科會試武舉署都指揮同知保定常世爵立石